# Claudiano Bezerra da Silva
Claudiano Becerra da Silva (São Luís, Maranhão, 16 de mayo de 1981),  conocido como Kaká Bezerra, es un futbolista brasileño. Juega de defensa y su actual equipo es el APOEL FC.

## Clubes
| Club                              | País     | Año         |
| --------------------------------- | -------- | ----------- |
| União Bandeirante                 | Brasil   | 2002-2006   |
| São Caetano (cedido)              | Brasil   | 2003        |
| Ituiutaba (cedido)                | Brasil   | 2003        |
| Luverdense (cedido)               | Brasil   | 2004-2005   |
| Grêmio Esportivo Jaciara (cedido) | Brasil   | 2006        |
| Académica de Coimbra              | Portugal | 2006-2008   |
| Hertha Berlin                     | Alemania | 2008-2012   |
| AC Omonia Nicosia (cedido)        | Chipre   | 2010        |
| Sporting Braga (cedido)           | Portugal | 2010        |
| APOEL Nicosia (cedido)            | Chipre   | 2011-2012   |
| Videoton FC                       | Hungría  | 2012-2013   |
| Deportivo de La Coruña (cedido)   | España   | 2013 - 2014 |
| APOEL Nicosia                     | Chipre   | 2014 - 2016 |
| CD Tondela                        | Portugal | 2016 - Act. |